# 稲葉千秋
稲葉 千秋（いなば ちあき、1992年11月5日 - ）は青森朝日放送（ABA）のアナウンサー。

## 来歴
青森県青森市出身。青森市立浜田小学校、青森市立南中学校、青森明の星高等学校、立命館大学卒業。
高校時代にNHK杯全国高校放送コンテスト アナウンス部門に出場し優良賞を受賞。
2016年にABA青森朝日放送に入社。同局のアナウンサーになる。（同期は藤原祐輝）
同年、5月に初鳴き（ニュースデビュー）および、天気キャスターデビューを果たす。
2019年10月に青森県三戸町の「三戸町ふるさと応援大使」に任命される。
自身がディレクターを務めた、2022年10月5日放送（青森地区）ほっとネットとうほく「じゃわめぐ！～ねぶた師の終わらない夏～」が翌年、民間放送連盟賞　北海道・東北地区審査会テレビエンターテインメント番組部門で第2位の優秀賞を受賞した。このほかにも東京・松屋銀座のクリスマスねぶたを取材したり、大阪・関西万博の東北絆まつりでのねぶた祭の取材を行うなど県の内外で取材を行い、多くのねぶた関連の特集を制作している。

## 人物
- 防災士、普通自動車免許を取得している。
- 趣味・特技は、映画鑑賞・ジャズダンス
- 幸せを感じる瞬間は、自然の景色に癒されたとき、パンダの赤ちゃんを見たとき
- 先辻󠄀の通り、青森ねぶた祭の特番を制作するなど、ねぶた好きであり、ねぶた師との交流も多くもっている。
- 2024年11月12日付けのアナウンサーブログで、結婚したことを公表。相手は同じ、青森県出身だという[2]。

## 担当番組
太字は出演中
- ABAニュース
- スーパーJチャンネルあおもり（2025年4月 - ） - 木・金キャスター
- 夢はここからは生放送　ハッピィ - 中継リポーター

　2017年4月-2018年3月までは2代目アシスタントMC。2018年4月-2023年3月は、ナレーション。2023年4月からは上記の通り中継リポーターを担当。
- ハレのちあした　18時台 県内ニュース（2023年4月 - 2025年3月） - 木・金キャスター
- スーパーJチャンネルABA（2016年 - 2023年3月） - キャスター
- message（ - 2024年3月）
- フレッシュインフォメーション
- 朝だ!生です 旅サラダ（ABCテレビ）　青森中継担当
- 青森満腹！うまいもんツアー（6・7・8・9・10<津軽編>）